# Llibre dels camins i els regnes

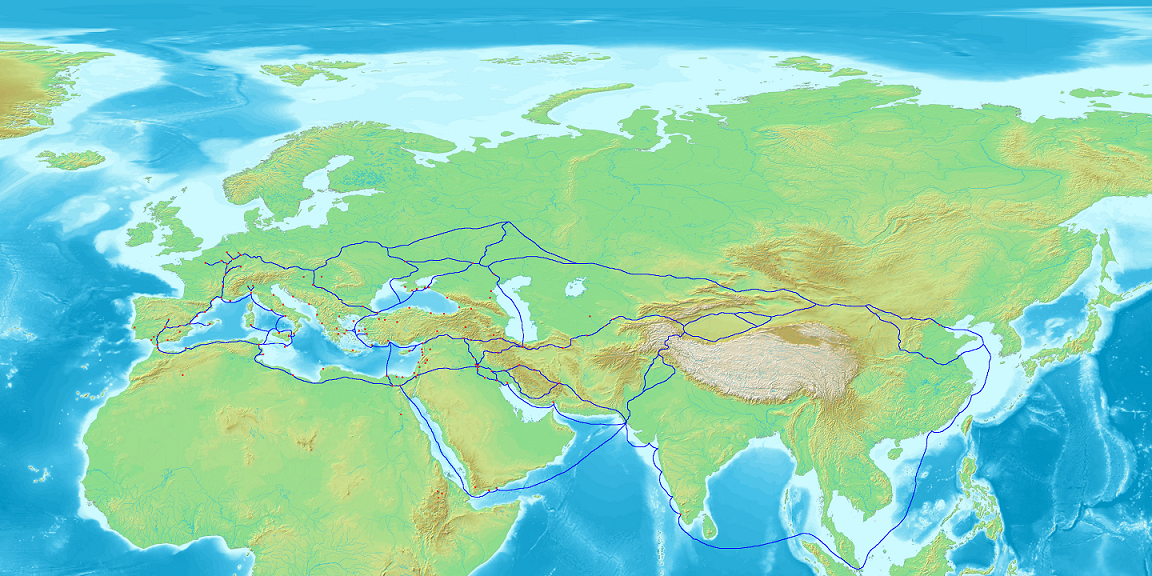
Mapa d'Euràsia que mostra la xarxa de comerç dels radhanites (cap al 870), com la descriu Ibn Khurradàdhbih en El llibre de rutes i regnes

Kitab al-massàlik wa-l-mamàlik o Llibre dels camins i els regnes (àrab: كتاب المسالك والممالك, Kitāb al-masālik wa l-mamālik) és una obra geogràfica del segle ix escrita en àrab pel geògraf persa Ibn Khurradàdhbih. El llibre descriu les principals rutes comercials del món musulmà de l'època i analitza les àrees comercials distants com ara el Japó, Corea i la Xina. El va escriure al voltant de l'any 870, quan era cap del correu i de la policia de la província abbàssida de Jibal.
Aquesta obra descriu les rutes comercials i els pobles de la civilització islàmica. És una de les poques fonts que citen els radhanites.
El llibre fa ús de molts termes administratius perses, la qual cosa li dona un pes considerable per a reconstruir la història preislàmica de l'Iran. El fet d'emprar el sistema iranià de divisió cosmològica del món, reflecteix «l'existència de fonts iranianes en el nucli de l'obra».